# Miltochrista hololeuca
Miltochrista hololeuca är en fjärilsart som beskrevs av George Francis Hampson 1895. Miltochrista hololeuca ingår i släktet Miltochrista och familjen björnspinnare. Inga underarter finns listade i Catalogue of Life.